# Kuća Jelaska
Kuća Jelaska je kuća u Splitu, Hrvatska. Nalazi se na adresi Trg Gaje Bulata 6.

## Opis dobra
Stambeno-poslovna trokatnica nasuprot zgrade Hrvatskog narodnog kazališta Split, izgrađena je 1911. za poznatog splitskog obrtnika Josipa Jelasku, prema projektu prof. Jurja Botića. Iako skromnih secesijskih obilježja, ima istaknute urbanističke vrijednosti. Sa zgradom Kazališta na zapadu, samostanskim sklopom na sjeveru, te polurazrušenim bastionom Priuli na jugu, uobličuje Kazališni trg.

## Zaštita
Pod oznakom Z-5388 zavedena je kao nepokretno kulturno dobro - pojedinačno, pravna statusa zaštićena kulturnog dobra, klasificiranog kao profana graditeljska baština, stambene građevine.